# كوك (مضيق)
مضيق كوك عبارة عن قناة تفصل بين الجزيرة الشمالية والجزيرة الجنوبية لنيوزيلندا، ويتصل من الغرب ببحر تاسمانيا ومن الشرق بالمحيط الهادي. يتراوح عرضه ما بين 25 و 100 كم. والمضيق يحمل اسم البحار البريطاني جيمس كوك الذي عبر المضيق سنة 1769 م، حين اكتشفت السواحل النيوزيلندية.
ومضيق كوك يعتبر من أخطر المناطق البحرية، حيث أدت عاصفة في العاشر من أبريل 1968 م إلى غرق باخرة الواهين قرب ميناء ولينغتون ولقي 51 شخص مصرعهم.

## معرض صور

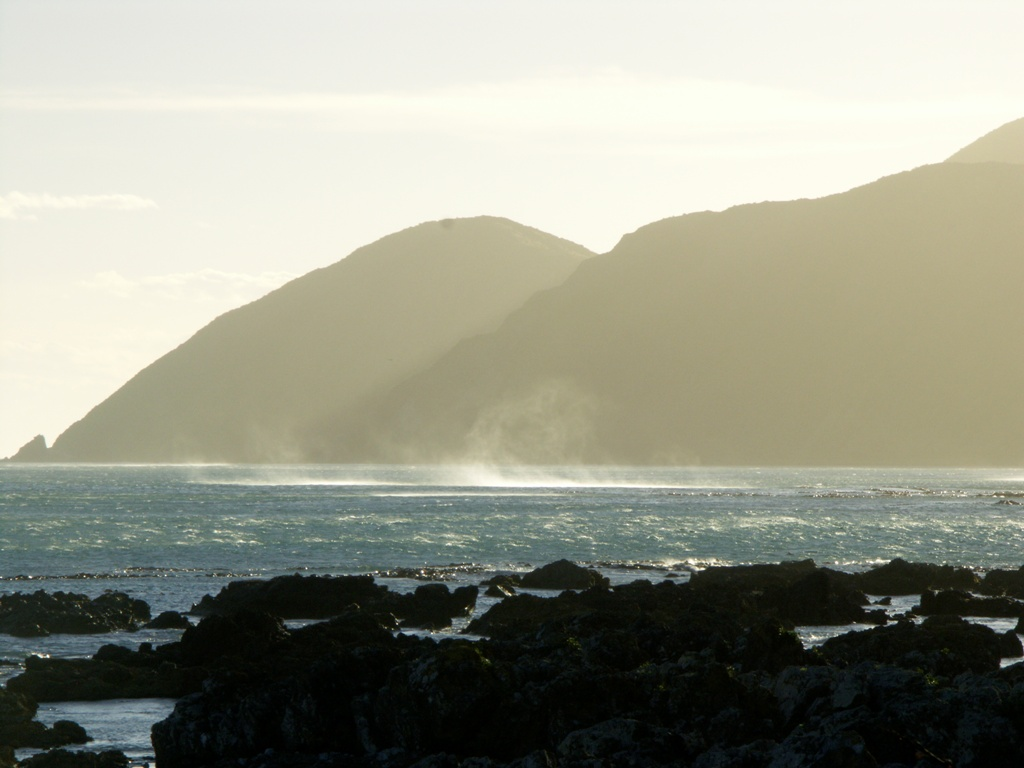
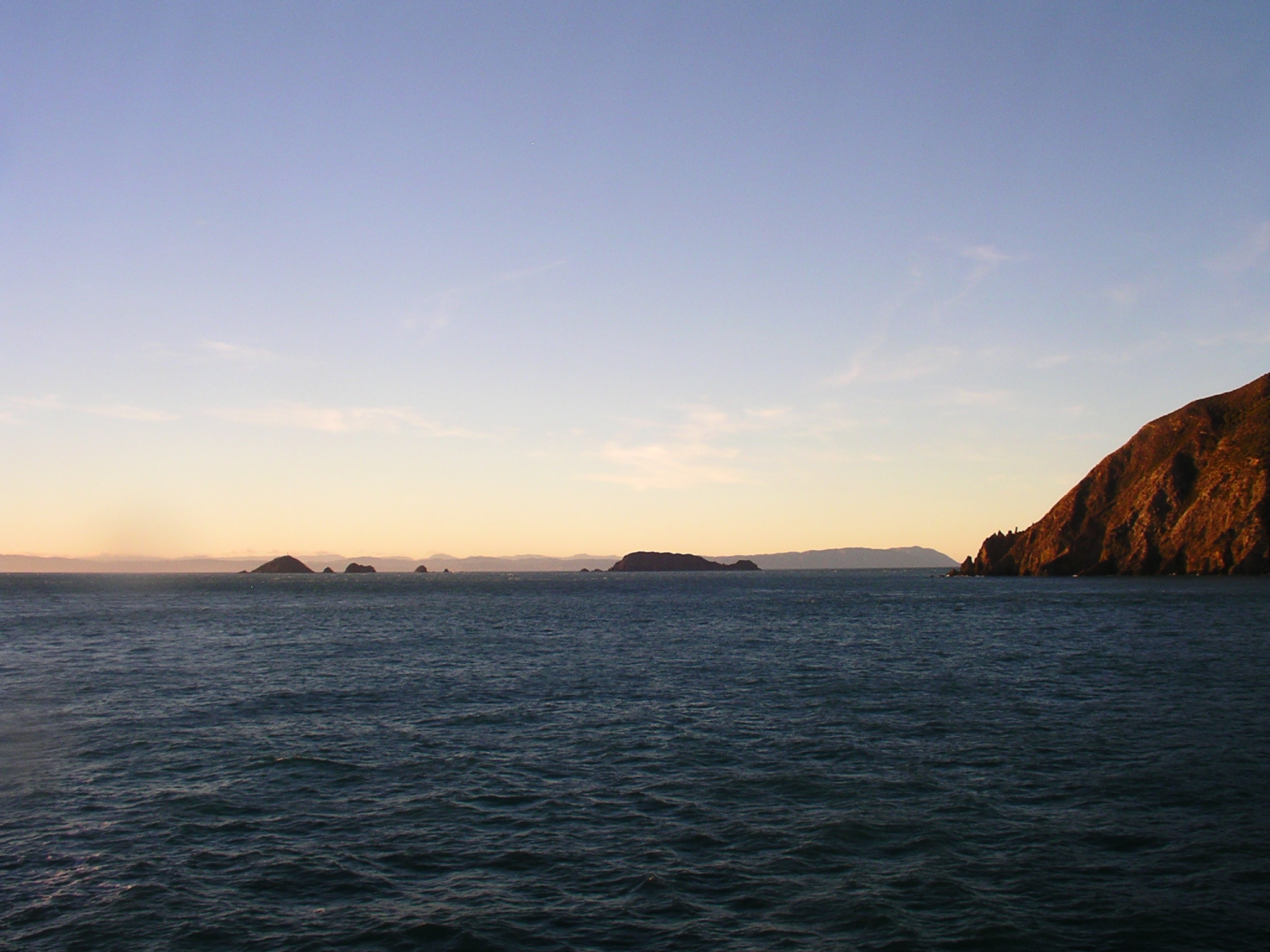
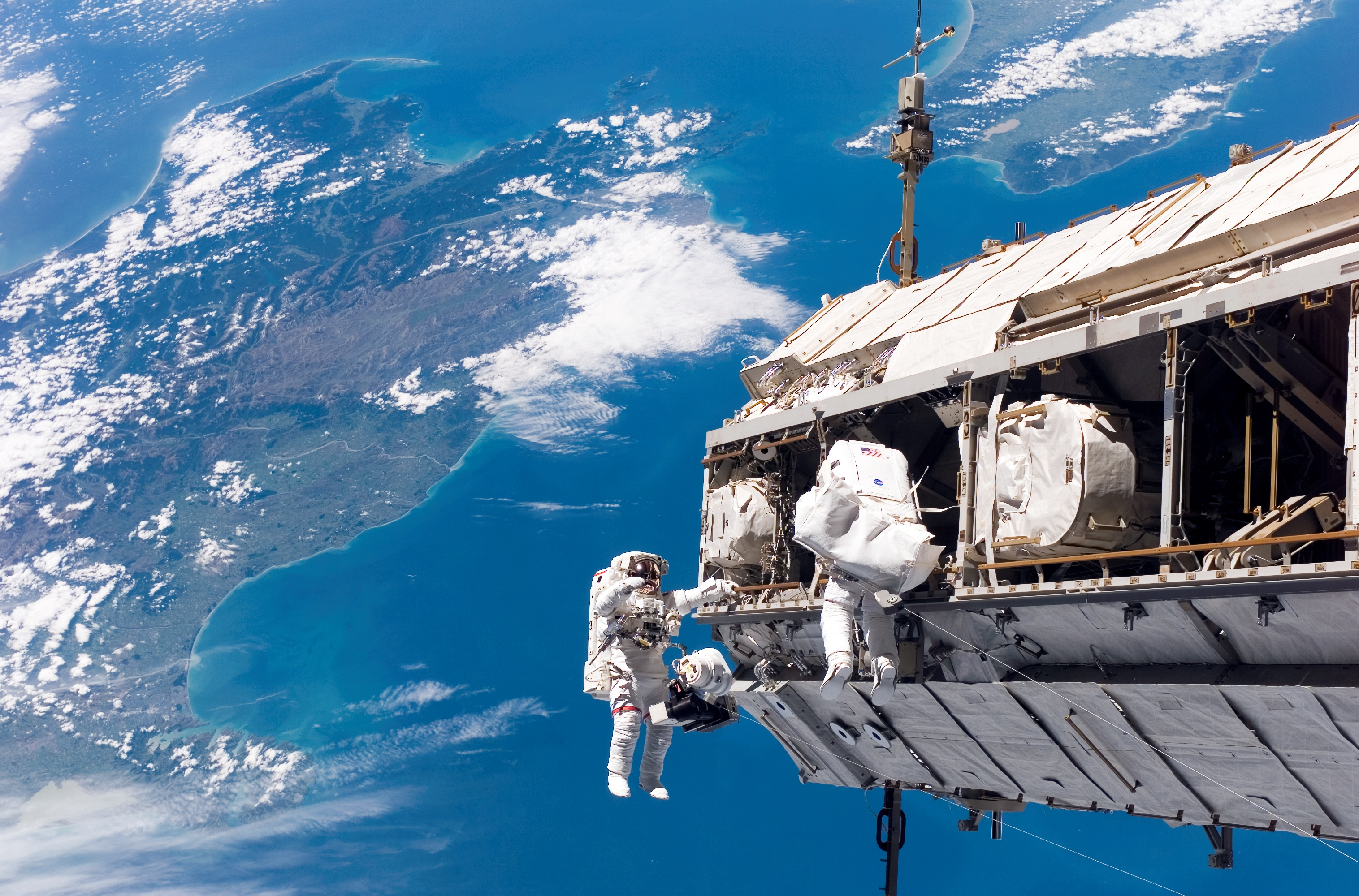